# Barbara Allen (attrice)
Barbara Allen (fl. XX secolo) è stata un'attrice statunitense di cinema e di teatro.

## Biografia
Attrice di Broadway, debuttò nel 1914 a Broadway al Little Theatre nello spettacolo A Pair of Silk Stockings. Nella sua carriera girò anche alcuni film per delle piccole case di produzione, tra cui - nel 1920 - il serial The Whirlwind, un film in 15 episodi andato perso che era stato diretto da Joseph A. Golden.

## Filmografia
- Her Husband's Honor, regia di Burton L. King (1918)
- A Misfit Earl, regia di Ira M. Lowry (1919)
- The Whirlwind, regia di Joseph A. Golden (1920)

## Spettacoli teatrali
- A Pair of Silk Stockings  (Broadway, 20 ottobre 1914)
- Peter Ibbetson (Broadway, 17 aprile 1917)
- Secrets (Broadway, 25 dicembre 1922)
- The Farmer's Wife (Broadway, 9 ottobre 1924)
- Bridge of Distances (Broadway, 28 settembre 1925)
- Ashes of Love (Broadway, 22 marzo 1926)
- The Lady with a Lamp (Broadway, 19 novembre 1931)
- The Lancashire Lass (Broadway, 30 dicembre 1932)
- The Distant Shore (Broadway, 21 febbraio 1935)